# Josip Srebrnič
Josip Srebrnič, slovenski filozof, teolog in krški škof, * 2. februar 1876, Solkan pri Gorici, † 21. junij 1966, Krk, Hrvaška.

## Življenje in delo
Josip Srebnič (ali Srebrnić) je bil v duhovnika posvečen leta 1906. Leta 1923 je bil imenovan za škofa Škofije Krk, kjer je postal naslednik Antona Mahniča. Na škofovskem mestu je ostal več kot 40 let, vse do smrti, leta 1963 pa je bil v počastitev imenovan za naslovnega nadškofa. Med 2. svetovno vojno je kritiziral okupatorje Italijane (1941-1943) in Nemce (1943-1945) in pomagal zaprtim v italijanskem koncentracijskem taborišču Rab. Po vojni je bil kratek čas upravitelj reške škofije, ki je takrat segala še na slovensko ozemlje. Bil nasprotnik protikatoliške politike jugoslovanskega komunističnega režima. Umrl je na Krku in je pokopan v tamkajšnji katedrali.
Pred 2. svetovno vojno je znanstveno deloval v časopisih: Voditelj v bogoslovnih vedah, Čas (študije o dr. Mahniču), Bogoslovni vestnik, Slovenec in drugod.
Predvsem pred vojno je izdal nekaj teoloških spisov, večino v hrvaškem jeziku. Pomebnejši sta njegovi deli Stična in Crkvi slobodu.

## Izbrana bibliografija
- Stična (1919) (COBISS)
- Fiat Lux (1931) (COBISS)
- Tyršev duh (1931) (COBISS)
- Crkvi slobodu! (1932) (COBISS)